# Józef Radzimiński
Józef Radzimiński herbu Lubicz (ur. ?, zm. w 1820 roku) – ostatni wojewoda gnieźnieński 1790 – 1793, sędzia ziemski gnieźnieński, od 1807 senator-kasztelan, od 1810 senator-wojewoda Księstwa Warszawskiego. 2 grudnia 1806 z rozkazu Jana Henryka Dąbrowskiego wydał ukaz do szlachty wielkopolskiej,  Od 1807 senator-kasztelan, od 1810 senator-wojewoda Księstwa Warszawskiego, marszałek ziemi łomżyńskiej w konfederacji radomskiej 1767 roku.

## Życiorys
Deputat na Trybunał Główny Koronny. W załączniku do depeszy z 2 października 1767 roku do prezydenta Kolegium Spraw Zagranicznych Imperium Rosyjskiego Nikity Panina, poseł rosyjski Nikołaj Repnin określił go jako posła właściwego dla realizacji rosyjskich planów na sejmie 1767 roku, poseł ziemi łomżyńskiej na sejm 1767 roku, członek konfederacji Adama Ponińskiego w 1773 roku. poseł z powiatu kcyńskiego na Sejm Rozbiorowy (1773–1775), poseł kaliski na sejm 1782 roku, poseł na sejm 1786 roku z województwa gnieźnieńskiego. Był członkiem konfederacji Sejmu Czteroletniego.
W 1791 odznaczony Orderem Orła Białego, w 1786 został kawalerem Orderu Świętego Stanisława, a krzyż kawalerski Orderu Obojga Sycylii otrzymał w 1813.